# Xã Lester, Quận Black Hawk, Iowa
Xã Lester (tiếng Anh: Lester Township) là một xã thuộc quận Black Hawk, tiểu bang Iowa, Hoa Kỳ. Năm 2010, dân số của xã này là 1.594 người.